# فيكي إل. هانسون
فيكي إل. هانسون (بالإنجليزية: Vicki Lynne Hanson)‏ هي عَالِمَة حاسوب أمريكية، ولدت في 1951 في إنديانابوليس في الولايات المتحدة.